# Боровск (Пермский край)
Боро́вск — упразднённый в 1959 году город в Молотовской области РСФСР. Как посёлок вошёл в черту города Соликамск. Статус города имел в 1949—1959 годах. Находился в Предуралье, на левом берегу реки Кама.

## География
Был расположен на севере нынешнего Пермского края, на месте старинного села Усть-Боровая на реке Кама у впадения в неё р. Боровой, в 8 км от г. Соликамска.

## История
Город Боровск существовал в 1949—1959 годах.
Указом Президиума Верховного Совета РСФСР посёлок Боровск, история которого была связана с развитием двух основных крупных предприятий — Боровского завода и Бумкомбината — и насчитывала немногим более десятка лет, был преобразован в город областного подчинения с выделением его из города Соликамска..
Решением бюро Пермского обкома партии от 9 августа 1949 года создан Боровский городской комитет партии. В его подчинение были отнесены первичные парторганизации Соликамского бумкомбината, треста Соликамбумстрой, Боровского завода, сользавода, судоверфи. До этого времени парторганизации поселка подчинялись Соликамскому горкому КПСС. На первой партконференции было отмечено, что переименование поселка в город — это «проявление заботы партии и правительства о дальнейшем развитии Урала».
При ликвидации города на основании Указа Президиума Верховного Совета РСФСР от 4 ноября 1959 года (Указ Президиума Верховного Совета РСФСР «Об упразднении, переименовании, образовании некоторых районов и объединении городов Соликамска и Боровска, Губахи и Углеуральска Пермской области») город Боровск в качестве посёлка был объединен с городом Соликамск.

## Руководители города
Председатели Боровского горисполкома.
- Демидкин Павел Фёдорович (сентябрь 1949 — октябрь 1956)
- Кириллов Иван Петрович (октябрь 1956 — декабрь 1959)

## Интересные факты
- Алексей Леонидович Решетов, известный пермский поэт, жил в Боровске[5].
- Территория вблизи Боровска с древних времен прославилась добычей соли. В Пермском крае при раскопках на правом берегу р. Боровой (Соликамский р-н) в окрестностях Боровска открыто поселение, возникшее в родановское время (9 в. н. э.). Раскопки показали, что древние коми-пермяки примитивным способом получали соль из естественных хлорнатриевых рассолов[6].
- В Боровске и завершилась история пермской соли, здесь был последний солеваренный завод Прикамья, где добывали знаменитую соль «Пермянку». В 1932 году управление Пермсоль упраздняется, заводы закрываются кроме Боровского, который действовал до 1972 года (основан в 1882 году) с выработкой до 22 тыс. т в год.[7].